# 勐来坝
勐来坝是位于云南省临沧市沧源佤族自治县中部的一个坝子，地势南高北低，面积3.6平方千米，位于勐董河的下游，地下水丰富，是沧源县内重要的农业区，坝内有勐来乡。

## 资料来源
1. ↑  沧源佤族自治县民族中学, 沧源佤族自治县交通局. . 昆明: 云南科技出版社. 2002: 16. ISBN 7-5416-1753-9.